# شقران أناضولي
شقران أناضولي (الاسم العلمي: Puccinia anatolica) هو نوع من الفطريات يتبع جنس الشقران من الفصيلة الشقرانية.